# Rüdiger Sünner
Rüdiger Sünner (* 1953 in Köln) ist ein deutscher Buchautor und Dokumentarfilmer.

## Leben
Nach seinem Abitur im Jahre 1970 studierte er Musikwissenschaft, Germanistik und Philosophie an der FU Berlin und spielte nebenbei in verschiedenen Rockgruppen. 1985 verfasste er seine Abschlussarbeit über die Kunst und Philosophie von Theodor W. Adorno und Friedrich Nietzsche. Diese Dissertation erschien 1986 unter dem Namen Ästhetische Szientismuskritik: zum Verhältnis von Kunst und Wissenschaft bei Nietzsche und Adorno im Lang Verlag. Von 1986 bis 1991 studierte er an der Deutschen Film- und Fernsehakademie (DFFB) in Berlin. Er lebt als Buchautor, Filmproduzent und Musiker in Berlin. Bekannt wurde er für seinen Film über rechte Esoterik („Schwarze Sonne“).

## Schriften (Auszug)
- Seelenlandschaften – Spirituelle Orte in Deutschland, Scorpio-Verlag 2025, ISBN 978-3-95803-629-1.
- Der Geschmack der Unendlichkeit – Spiritualität im Alltag, Europa-Verlag 2022, ISBN 978-3-95890-436-1.
- Wildes Denken – Europa im Dialog mit spirituellen Kulturen der Welt, Europa-Verlag 2020, ISBN 978-3-95890-313-5.
- Engel über Europa – Rilke als Gottsucher, Europa-Verlag, 2018, ISBN 978-3-95890-172-8.
- Geheimes Europa: Reisen zu einem verborgenen spirituellen Erbe. Europa-Verlag, Berlin u. a. 2017, ISBN 978-3-95890-082-0.
- Zeige deine Wunde: Kunst und Spiritualität bei Joseph Beuys; eine Spurensuche. Europa-Verlag, Berlin u. a. 2015, ISBN 978-3-944305-88-2.

## Filme (Auszug)
- Seelenlandschaften – Spirituelle Orte in Deutschland, D 2025, 110 min.
- Seelenlandschaften -Spirituelle Orte in Schottland, D 2024, 56 min.
- Seelenlandschaften -Spirituelle Orte in England und Wales, D 2023, 53 min.
- Heilige Spiele – Eine Filmwanderung zu Johann Sebastian Bach, D 2022, 72 min.
- Wildes Denken – Europa im Dialog mit spirituellen Kulturen der Welt, D 2020, 108 min.
- Magisches Irland, D 2018, 24 min.
- Engel über Europa – Rilke als Gottsucher, D 2018, 82 min.
- Gottes zerstreute Funken – Jüdische Mystik bei Paul Celan, D 2016, 67 min.
- Zeige deine Wunde – Kunst und Spiritualität bei Joseph Beuys, D 2015. 85 min.